# RSA-числа
RSA-числа — это множество больших полупростых чисел (чисел, представимых в виде произведения двух простых чисел), используемых в конкурсе RSA Factoring Challenge. Конкурс заключался в нахождении простых множителей предложенных чисел, но в 2007 году был объявлен неактивным. RSA Factoring Challenge был запущен по инициативе RSA Laboratories в марте 1991 года для поощрения исследований в области вычислительной теории чисел и практической сложности факторизации больших целых чисел.
RSA Laboratories опубликовала 54 полупростых числа длиной от 100 до 617 десятичных знаков. За факторизацию некоторых из них были предложены денежные призы. Наименьшее RSA-число было разложено за несколько дней. Большинство чисел до сих пор не разложено и предполагается, что многие из них останутся неразложенными ещё довольно долгое время.
RSA Challenge официально закончился в 2007 году, но люди до сих пор пытаются раскладывать числа, к апрелю 2020 года было разложено 22 из 54 чисел.
Первые RSA-числа, от RSA-100 до RSA-500, были пронумерованы в соответствии с числом десятичных знаков. Более поздняя нумерация отражает число битов (даже для чисел, попадающих в первый диапазон). Ниже приведён список RSA-чисел в порядке возрастания.

## RSA-100
RSA-100 имеет 100 десятичных знаков (330 бит). О его разложении на простые множители объявил Арьен Ленстра 1 апреля 1991 года. По сообщениям, разложение заняло несколько дней, в качестве алгоритма факторизации использовался метод квадратичного решета, а вычисления проводились на компьютере MasPar.
Числовое значение и разложение RSA-100 следующие:
```
RSA-100 = 1522605027922533360535618378132637429718068114961380688657908494580122963258952897654000350692006139
```

```
RSA-100 = 37975227936943673922808872755445627854565536638199
        × 40094690950920881030683735292761468389214899724061
```

Повторение этого разложения с использованием программы Msieve занимает около 14 часов на процессоре Athlon 64 2200 МГц.

## RSA-110
RSA-110 имеет 110 десятичных знаков (364 бита) и было факторизовано в апреле 1992 года Арьеном Ленстрой и Марком Менесси примерно за месяц.
Число и его разложение на множители:
```
RSA-110 = 35794234179725868774991807832568455403003778024228226193532908190484670252364677411513516111204504060317568667
```

```
RSA-110 = 6122421090493547576937037317561418841225758554253106999
        × 5846418214406154678836553182979162384198610505601062333
```

## RSA-120
RSA-120 имеет 120 десятичных знаков (397 бит) и было разложено в июне 1993 года Томасом Денни, Брюсом Додсоном, Арьеном Ленстрой и Марком Менесси. Вычисления заняли около трёх месяцев машинного времени.
Числовое значение и разложение на множители:
```
RSA-120 = 227010481295437363334259960947493668895875336466084780038173258247009162675779735389791151574049166747880487470296548479
```

```
RSA-120 = 327414555693498015751146303749141488063642403240171463406883
        × 693342667110830181197325401899700641361965863127336680673013
```

## RSA-129
RSA-129 имеет 129 десятичных знаков (426 бит) и не было частью 1991 RSA Factoring Challenge.
RSA-129 было разложено в апреле 1994 года командой, возглавляемой Дереком Аткинсом, Майклом Граффом, Арьеном Ленстрой и Полом Лейландом с использованием примерно 1600 компьютеров около 600 добровольцев, соединённых через сеть Интернет. Полученные за разложение 100 долларов США были пожертвованы Фонду свободного программного обеспечения.
Числовое значение и факторизация:
```
RSA-129 = 114381625757888867669235779976146612010218296721242362562561842935706935245733897830597123563958705058989075147599290026879543541
```

```
RSA-129 = 3490529510847650949147849619903898133417764638493387843990820577
        × 32769132993266709549961988190834461413177642967992942539798288533
```

Факторизация была проведена с использованием метода квадратичного решета.
Соревнование по разложению числа включало сообщение, зашифрованное с RSA-129. После расшифровки, использующей факторизацию, было получено «The Magic Words are Squeamish Ossifrage» («Волшебные слова — это брезгливый ягнятник»).

## RSA-130
RSA-130 имеет 130 десятичных знаков (430 битов) и было разложено 10 апреля 1996 года командой под руководством Арьена Ленстры, состоявшей из Джима Коуи, Элькенбрахта-Гуйцинга, Вожтека Фурмански, Питера Монтгомери, Дамиана Вебера и Джоерга Заера.
Числовое значение и факторизация:
```
RSA-130 = 1807082088687404805951656164405905566278102516769401349170127021450056662540244048387341127590812303371781887966563182013214880557
```

```
RSA-130 = 39685999459597454290161126162883786067576449112810064832555157243        × 45534498646735972188403686897274408864356301263205069600999044599
```

Разложение было найдено с использованием общего метода решета числового поля и многочлена
```
   5748302248738405200 x
5
 +  9882261917482286102 x
4
 - 13392499389128176685 x
3
 + 16875252458877684989 x
2
 +  3759900174855208738 x - 46769930553931905995,
```

который имеет корень 12574411168418005980468 по модулю RSA-130.

## RSA-140
RSA-140 имеет 140 десятичных знаков (463 бита) и было разложено 2 февраля 1999 года командой, возглавлявшейся Германом Рилем и состоявшей из Стефании Каваллар, Брюса Додсона, Арьена Ленстры, Пола Лейланда, Уолтера Лиоена, Питера Монтгомери, Брайана Мерфи и Поля Циммерманна.
Числовое значение и факторизация:
```
RSA-140 = 21290246318258757547497882016271517497806703963277216278233383215381949984056495911366573853021918316783107387995317230889569230873441936471
```

```
RSA-140 = 3398717423028438554530123627613875835633986495969597423490929302771479        × 6264200187401285096151654948264442219302037178623509019111660653946049
```

При разложении использовался общий метод решета числового поля и затрачено 2000 MIPS-лет.

## RSA-150
RSA-150 имеет 150 десятичных знаков (496 бит) и было снято с соревнования RSA Security. RSA-150 было в конечном счёте разложено на два простых 75-значных числа в 2004 году с использованием общего метода решета числового поля, уже годами позже других, больших, RSA-чисел, которые были все ещё частью соревнования.
Числовое значение и факторизация:
```
RSA-150 = 155089812478348440509606754370011861770654545830995430655466945774312632703463465954363335027577729025391453996787414027003501631772186840890795964683
```

```
RSA-150 = 348009867102283695483970451047593424831012817350385456889559637548278410717
        × 445647744903640741533241125787086176005442536297766153493419724532460296199
```

## RSA-155
RSA-155 имеет 155 десятичных знаков (512 бит) и было разложено 22 августа 1999 года командой, возглавлявшейся Германом Рилем и состоявшей из Стефании Каваллар, Брюса Додсона, Арьена Ленстры, Уолтера Лиоена, Питера Монтгомери, Брайана Мерфи, Карен Аардал, Джеффа Гилчриста, Жерара Гилема, Пола Лейланда, Джоэла Марчанда, Франсуа Морэна, Алека Маффетта, Крейга Патнема, Криса Патнема и Поля Циммермана.
Числовое значение и факторизация:
```
RSA-155 = 10941738641570527421809707322040357612003732945449205990913842131476349984288934784717997257891267332497625752899781833797076537244027146743531593354333897
```

```
RSA-155 = 102639592829741105772054196573991675900716567808038066803341933521790711307779
        × 106603488380168454820927220360012878679207958575989291522270608237193062808643
```

Разложение было осуществлено с использованием общего метода решета числового поля и заняло 8000 MIPS-лет машинного времени.

## RSA-160
RSA-160 имеет 160 десятичных знаков (530 бит) и было разложено 1 апреля 2003 года командой из Боннского университета и Федеральным управлением по информационной безопасности Германии. Команда состояла из Йенса Франке, Ф. Бара, Торстена Клейнжунга, М. Лохтера и М. Бома.
Числовое значение и факторизация:
```
RSA-160 = 2152741102718889701896015201312825429257773588845675980170497676778133145218859135673011059773491059602497907111585214302079314665202840140619946994927570407753
```

```
RSA-160 = 45427892858481394071686190649738831656137145778469793250959984709250004157335359
        × 47388090603832016196633832303788951973268922921040957944741354648812028493909367
```

При разложении использовался общий метод решета числового поля.

## RSA-170
RSA-170 имеет 170 десятичных знаков (563 бита) и было разложено 29 декабря 2009 года Д. Боненбергером и М. Кроне из Fachhochschule Braunschweig/Wolfenbüttel.
Числовое значение и факторизация:
```
RSA-170 = 26062623684139844921529879266674432197085925380486406416164785191859999628542069361450283931914514618683512198164805919882053057222974116478065095809832377336510711545759
```

```
RSA-170 = 3586420730428501486799804587268520423291459681059978161140231860633948450858040593963
        × 7267029064107019078863797763923946264136137803856996670313708936002281582249587494493
```

Разложение было найдено с помощью общего метода решета числового поля.

## RSA-576
RSA-576 имеет 174 десятичных знака (576 бит) и было разложено 3 декабря 2003 года Йенсом Франке и Т. Клейнжунгом из Боннского университета. Денежный приз в 10 000 долларов США был объявлен RSA Security за успешную факторизацию.
Числовое значение и факторизация:
```
RSA-576 = 188198812920607963838697239461650439807163563379417382700763356422988859715234665485319060606504743045317388011303396716199692321205734031879550656996221305168759307650257059
```

```
RSA-576 = 398075086424064937397125500550386491199064362342526708406385189575946388957261768583317
        × 472772146107435302536223071973048224632914695302097116459852171130520711256363590397527
```

Разложение было найдено с использованием общего метода решета числового поля.

## RSA-180
RSA-180 имеет 180 десятичных знаков (596 битов) и было разложено 8 мая 2010 года С. А. Даниловым и И. А. Поповяном из МГУ.
```
RSA-180 = 191147927718986609689229466631454649812986246276667354864188503638807260703436799058776201365135161278134258296128109200046702912984568752800330221777752773957404540495707851421041
```

```
RSA-180 = 400780082329750877952581339104100572526829317815807176564882178998497572771950624613470377
        × 476939688738611836995535477357070857939902076027788232031989775824606225595773435668861833
```

Факторизация была проведена с использованием общего метода решета числового поля, реализация которого была запущена на трёх PC с Intel Core i7.

## RSA-190
RSA-190 имеет 190 десятичных знаков (629 бит) и было разложено И. А. Поповяном из МГУ и А. П. Тимофеевым из центра математики и информатики, Нидерланды.
```
RSA-190 = 1907556405060696491061450432646028861081179759533184460647975622318915025587184175754054976155121593293492260464152630093238509246603207417124726121580858185985938946945490481721756401423481
```

```
RSA-190 = 31711952576901527094851712897404759298051473160294503277847619278327936427981256542415724309619
        × 60152600204445616415876416855266761832435433594718110725997638280836157040460481625355619404899
```

## RSA-640
RSA-640 имеет 640 бит (193 десятичных знака). 2 ноября 2005 года Ф. Бар, М. Бом, Йенс Франке и Т. Клайнйунг из Федерального управления по информационной безопасности Германии объявили, что они разложили данное число, используя общий метод решета числового поля:
```
RSA-640 = 3107418240490043721350750035888567930037346022842727545720161948823206440518081504556346829671723286782437916272838033415471073108501919548529007337724822783525742386454014691736602477652346609
```

```
RSA-640 = 1634733645809253848443133883865090859841783670033092312181110852389333100104508151212118167511579        × 1900871281664822113126851573935413975471896789968515493666638539088027103802104498957191261465571
```

Вычисления заняли 5 месяцев на 80 процессорах 2,2 ГГц AMD Opteron.
В мае 2005 года той же командой было разложено немного большее число — RSA-200.

## RSA-200
RSA-200 имеет 200 десятичных знаков (663 бита), и представляет собой произведение двух простых 100-значных чисел, указанных ниже.
9 мая 2005 года Ф. Бар, М. Бом, Йенс Франке и Т. Клейнжунг объявили, что они разложили данное число, используя общий метод решета числового поля:
```
RSA-200 = 27997833911221327870829467638722601621070446786955428537560009929326128400107609345671052955360856061822351910951365788637105954482006576775098580557613579098734950144178863178946295187237869221823983
```

```
RSA-200 = 3532461934402770121272604978198464368671197400197625023649303468776121253679423200058547956528088349        × 7925869954478333033347085841480059687737975857364219960734330341455767872818152135381409304740185467
```

Процессорное время, затраченное на нахождение данных множителей, в совокупности равно приблизительно 75 годам работы одного 2,2 ГГц Opteron. Заметим, что хотя это приближение и позволяет оценить величину усилий, оно не учитывает многих сложных факторов.

## RSA-210
RSA-210, состоящее из 210 десятичных знаков (696 бит), было факторизовано в сентябре 2013 года:
```
RSA-210 = 245246644900278211976517663573088018467026787678332759743414451715061600830038587216952208399332071549103626827191679864079776723243005600592035631246561218465817904100131859299619933817012149335034875870551067
```

```
RSA-210 = 435958568325940791799951965387214406385470910265220196318705482144524085345275999740244625255428455944579
        × 562545761726884103756277007304447481743876944007510545104946851094548396577479473472146228550799322939273
```

## RSA-704
RSA-704 имеет 704 бита (212 десятичных знаков) и было разложено Ши Бэем, Эммануэлем Томэ и Полем Циммерманом. О факторизации было объявлено 2 июля 2012 года. Ранее за успешную факторизацию был объявлен приз в 30 000 долларов США
Число и его разложение:
```
RSA-704 = 74037563479561712828046796097429573142593188889231289084936232638972765034028266276891996419625117843995894330502127585370118968098286733173273108930900552505116877063299072396380786710086096962537934650563796359
```

```
RSA-704 = 9091213529597818878440658302600437485892608310328358720428512168960411528640933367824950788367956756806141
        × 8143859259110045265727809126284429335877899002167627883200914172429324360133004116702003240828777970252499
```

## RSA-220
RSA-220 имеет 220 десятичных знаков (729 бит). Факторизовано в мае 2016 г.
```
RSA-220 = 2260138526203405784941654048610197513508038915719776718321197768109445641817966676608593121306582577250631562886676970448070001811149711863002112487928199487482066070131066586646083327982803560379205391980139946496955261
```

```
RSA-220 = 68636564122675662743823714992884378001308422399791648446212449933215410614414642667938213644208420192054999687
        × 32929074394863498120493015492129352919164551965362339524626860511692903493094652463337824866390738191765712603
```

## RSA-230
RSA-230 имеет 230 десятичных знаков (762 бита). Факторизовано 15 августа 2018 в Noblis.
```
RSA-230 = 17969491597941066732916128449573246156367561808012600070888918835531726460341490933493372247868650755230855864199929221814436684722874052065257937495694348389263171152522525654410980819170611742509702440718010364831638288518852689
```

```
RSA-230 = 4528450358010492026612439739120166758911246047493700040073956759261590397250033699357694507193523000343088601688589
        × 3968132623150957588532394439049887341769533966621957829426966084093049516953598120833228447171744337427374763106901
```

## RSA-232
RSA-232 имеет 232 десятичных знака (768 бит) и было разложено 17 февраля 2020 года Н. Л. Замарашкиным, Д. А. Желтковым и С. А. Матвеевым, .
```
RSA-232 = 1009881397871923546909564894309468582818233821955573955141120516205831021338528545374366109757154363664913380084917065169921701524733294389270280234380960909804976440540711201965410747553824948672771374075011577182305398340606162079
```

```
RSA-232 = 29669093332083606603617799242426306347429462625218523944018571574194370194723262390744910112571804274494074452751891
        × 34038161751975634380066094984915214205471217607347231727351634132760507061748526506443144325148088881115083863017669
```

## RSA-768
RSA-768 имеет 768 бит (232 десятичных знака) и было разложено 12 декабря 2009 года Торстеном Клейнжунгом, Казумаро Аоки, Йенсом Франке, Арьеном Ленстрой, Эммануилом Томе, П. Годри, Александром Круппа, Питером Монтгомери, Д. В. Босом, Д. А. Освиком, Г. Рилем, Андреем Тимофеевым и Полем Циммерманном.
```
RSA-768 = 1230186684530117755130494958384962720772853569595334792197322452151726400507263657518745202199786469389956474942774063845925192557326303453731548268507917026122142913461670429214311602221240479274737794080665351419597459856902143413
```

```
RSA-768 = 33478071698956898786044169848212690817704794983713768568912431388982883793878002287614711652531743087737814467999489
        × 36746043666799590428244633799627952632279158164343087642676032283815739666511279233373417143396810270092798736308917
```

## RSA-240
RSA-240 имеет 240 десятичных знаков (795 бит) и было успешно факторизовано 2 декабря 2019 года Эмманюэлем Томе и его коллегами. Для выполнения задачи было использовано несколько кластеров компьютеров в разных странах.
```
RSA-240 = 124620366781718784065835044608106590434820374651678805754818788883289666801188210855036039570272508747509864768438458621054865537970253930571891217684318286362846948405301614416430468066875699415246993185704183030512549594371372159029236099
```

```
RSA-240 = 509435952285839914555051023580843714132648382024111473186660296521821206469746700620316443478873837606252372049619334517
        × 244624208838318150567813139024002896653802092578931401452041221336558477095178155258218897735030590669041302045908071447
```

## RSA-250
RSA-250 имеет 250 десятичных знаков (829 бит) и было факторизовано в феврале 2020.
```
RSA-250 = 2140324650240744961264423072839333563008614715144755017797754920881418023447140136643345519095804679610992851872470914587687396261921557363047454770520805119056493106687691590019759405693457452230589325976697471681738069364894699871578494975937497937
```

```
RSA-250 = 64135289477071580278790190170577389084825014742943447208116859632024532344630238623598752668347708737661925585694639798853367
        × 33372027594978156556226010605355114227940760344767554666784520987023841729210037080257448673296881877565718986258036932062711
```

## RSA-260
RSA-260 имеет 260 десятичных знаков (862 бита) и пока что не факторизовано.
```
RSA-260 = 22112825529529666435281085255026230927612089502470015394413748319128822941402001986512729726569746599085900330031400051170742204560859276357953757185954298838958709229238491006703034124620545784566413664540684214361293017694020846391065875914794251435144458199
```

## RSA-270
RSA-270 имеет 270 десятичных знаков (895 бит) и пока что не факторизовано.
```
RSA-270 = 233108530344407544527637656910680524145619812480305449042948611968495918245135782867888369318577116418213919268572658314913060672626911354027609793166341626693946596196427744273886601876896313468704059066746903123910748277606548649151920812699309766587514735456594993207
```

## RSA-896
RSA-896 имеет 896 бит (270 десятичных знаков) и пока что не факторизовано. За успешную факторизацию был предложен денежный приз в 75 000 долларов США.
```
RSA-896 = 412023436986659543855531365332575948179811699844327982845455626433876445565248426198098870423161841879261420247188869492560931776375033421130982397485150944909106910269861031862704114880866970564902903653658867433731720813104105190864254793282601391257624033946373269391
```

## RSA-280
RSA-280 имеет 280 десятичных знаков (928 бит) и пока что не факторизовано.
```
RSA-280 = 1790707753365795418841729699379193276395981524363782327873718589639655966058578374254964039644910359346857311359948708984278578450069871685344678652553655035251602806563637363071753327728754995053415389279785107516999221971781597724733184279534477239566789173532366357270583106789
```

## RSA-290
RSA-290 имеет 290 десятичных знаков (962 бит) и пока что не факторизовано.
```
RSA-290 = 30502351862940031577691995198949664002982179597487683486715266186733160876943419156362946151249328917515864630224371171221716993844781534383325603218163254920110064990807393285889718524383600251199650576597076902947432221039432760575157628357292075495937664206199565578681309135044121854119
```

## RSA-300
RSA-300 имеет 300 десятичных знаков (995 бит) и пока что не факторизовано.
```
RSA-300 = 276931556780344213902868906164723309223760836398395325400503672280937582471494739461900602187562551243171865731050750745462388288171212746300721613469564396741836389979086904304472476001839015983033451909174663464663867829125664459895575157178816900228792711267471958357574416714366499722090015674047
```

## RSA-309
RSA-309 имеет 309 десятичных знаков (1024 бит) и пока что не факторизовано.
```
RSA-309 = 133294399882575758380143779458803658621711224322668460285458826191727627667054255404674269333491950155273493343140718228407463573528003686665212740575911870128339157499072351179666739658503429931021985160714113146720277365006623692721807916355914275519065334791400296725853788916042959771420436564784273910949
```

## RSA-1024
RSA-1024 имеет 1024 бита (309 десятичных знаков) и пока что не факторизовано. За факторизацию был объявлен денежный приз в 100 000 долларов США.
Успешная факторизация RSA-1024 имеет важное значение для многих пользователей алгоритма RSA-аутентификации с открытым ключом, так как наиболее часто используемая длина ключа — 1024 бита.
```
RSA-1024 = 135066410865995223349603216278805969938881475605667027524485143851526510604859533833940287150571909441798207282164471551373680419703964191743046496589274256239341020864383202110372958725762358509643110564073501508187510676594629205563685529475213500852879416377328533906109750544334999811150056977236890927563
```

## RSA-310
RSA-310 имеет 310 десятичных знаков (1028 бит) и пока что не факторизовано.
```
RSA-310 = 1848210397825850670380148517702559371400899745254512521925707445580334710601412527675708297932857843901388104766898429433126419139462696524583464983724651631481888473364151368736236317783587518465017087145416734026424615690611620116380982484120857688483676576094865930188367141388795454378671343386258291687641
```

## RSA-320
RSA-320 имеет 320 десятичных знаков (1061 бит) и пока что не факторизовано.
```
RSA-320 = 21368106964100717960120874145003772958637679383727933523150686203631965523578837094085435000951700943373838321997220564166302488321590128061531285010636857163897899811712284013921068534616772684717323224436400485097837112174432182703436548357540610175031371364893034379963672249152120447044722997996160892591129924218437
```

## RSA-330
RSA-330 имеет 330 десятичных знаков (1094 бита) и пока что не факторизовано.
```
RSA-330 = 121870863310605869313817398014332524915771068622605522040866660001748138323813524568024259035558807228052611110790898823037176326388561409009333778630890634828167900405006112727432172179976427017137792606951424995281839383708354636468483926114931976844939654102090966520978986231260960498370992377930421701862444655244698696759267
```

## RSA-340
RSA-340 имеет 340 десятичных знаков (1128 бит) и пока что не факторизовано.
```
RSA-340 = 2690987062294695111996484658008361875931308730357496490239672429933215694995275858877122326330883664971511275673199794677960841323240693443353204889858591766765807522315638843948076220761775866259739752361275228111366001104150630004691128152106812042872285697735145105026966830649540003659922618399694276990464815739966698956947129133275233
```

## RSA-350
RSA-350 имеет 350 десятичных знаков (1161 бит) и пока что не факторизовано.
```
RSA-350 = 26507199951735394734498120973736811015297864642115831624674545482293445855043495841191504413349124560193160478146528433707807716865391982823061751419151606849655575049676468644737917071142487312863146816801954812702917123189212728868259282632393834443989482096498000219878377420094983472636679089765013603382322972552204068806061829535529820731640151
```

## RSA-360
RSA-360 имеет 360 десятичных знаков (1194 бита) и пока что не факторизовано.
```
RSA-360 = 218682020234317263146640637228579265464915856482838406521712186637422774544877649638896808173342116436377521579949695169845394824866781413047516721975240052350576247238785129338002757406892629970748212734663781952170745916609168935837235996278783280225742175701130252626518426356562342682345652253987471761591019113926725623095606566457918240614767013806590649
```

## RSA-370
RSA-370 имеет 370 десятичных знаков (1227 бит) и пока что не факторизовано.
```
RSA-370 = 1888287707234383972842703127997127272470910519387718062380985523004987076701721281993726195254903980001896112258671262466144228850274568145436317048469073794495250347974943216943521462713202965796237266310948224934556725414915442700993152879235272779266578292207161032746297546080025793864030543617862620878802244305286292772467355603044265985905970622730682658082529621
```

## RSA-380
RSA-380 имеет 380 десятичных знаков (1261 бит) и пока что не факторизовано.
```
RSA-380 = 30135004431202116003565860241012769924921679977958392035283632366105785657918270750937407901898070219843622821090980641477056850056514799336625349678549218794180711634478735831265177285887805862071748980072533360656419736316535822377792634235019526468475796787118257207337327341698664061454252865816657556977260763553328252421574633011335112031733393397168350585519524478541747311
```

## RSA-390
RSA-390 имеет 390 десятичных знаков (1294 бита) и пока что не факторизовано.
```
RSA-390 = 268040194118238845450103707934665606536694174908285267872982242439770917825046230024728489676042825623316763136454136724676849961188128997344512282129891630084759485063423604911639099585186833094019957687550377834977803400653628695534490436743728187025341405841406315236881249848600505622302828534189804007954474358650330462487514752974123986970880843210371763922883127855444022091083492089
```

## RSA-400
RSA-400 имеет 400 десятичных знаков (1327 бит) и пока что не факторизовано.
```
RSA-400 = 2014096878945207511726700485783442547915321782072704356103039129009966793396141985086509455102260403208695558793091390340438867513766123418942845301603261911930567685648626153212566300102683464717478365971313989431406854640516317519403149294308737302321684840956395183222117468443578509847947119995373645360710979599471328761075043464682551112058642299370598078702810603300890715874500584758146849481
```

## RSA-410
RSA-410 имеет 410 десятичных знаков (1360 бит) и пока что не факторизовано.
```
RSA-410 = 19653601479938761414239452741787457079262692944398807468279711209925174217701079138139324539033381077755540830342989643633394137538983355218902490897764441296847433275460853182355059915490590169155909870689251647778520385568812706350693720915645943335281565012939241331867051414851378568457417661501594376063244163040088180887087028771717321932252992567756075264441680858665410918431223215368025334985424358839
```

## RSA-420
RSA-420 имеет 420 десятичных знаков (1393 бита) и пока что не факторизовано.
```
RSA-420 = 209136630247651073165255642316333073700965362660524505479852295994129273025818983735700761887526097496489535254849254663948005091692193449062731454136342427186266197097846022969248579454916155633686388106962365337549155747268356466658384680996435419155013602317010591744105651749369012554532024258150373034059528878269258139126839427564311148202923131937053527161657901326732705143817744164107601735413785886836578207979
```

## RSA-430
RSA-430 имеет 430 десятичных знаков (1427 бит) и пока что не факторизовано.
```
RSA-430 = 3534635645620271361541209209607897224734887106182307093292005188843884213420695035531516325888970426873310130582000012467805106432116010499008974138677724241907444538851271730464985654882214412422106879451855659755824580313513382070785777831859308900851761495284515874808406228585310317964648830289141496328996622685469256041007506727884038380871660866837794704723632316890465023570092246473915442026549955865931709542468648109541
```

## RSA-440
RSA-440 имеет 440 десятичных знаков (1460 бит) и пока что не факторизовано.
```
RSA-440 = 26014282119556025900707884873713205505398108045952352894235085896633912708374310252674800592426746319007978890065337573160541942868114065643853327229484502994233222617112392660635752325773689366745234119224790516838789368452481803077294973049597108473379738051456732631199164835297036074054327529666307812234597766390750441445314408171802070904072739275930410299359006059619305590701939627725296116299946059898442103959412221518213407370491
```

## RSA-450
RSA-450 имеет 450 десятичных знаков (1493 бита) и пока что не факторизовано.
```
RSA-450 = 198463423714283662349723072186113142778946286925886208987853800987159869256900787915916842423672625297046526736867114939854460034942655873583931553781158032447061155145160770580926824366573211993981662614635734812647448360573856313224749171552699727811551490561895325344395743588150359341484236709604618276434347948498243152515106628556992696242074513657383842554978233909962839183287667419172988072221996532403300258906083211160744508191024837057033
```

## RSA-460
RSA-460 имеет 460 десятичных знаков (1526 бит) и пока что не факторизовано.
```
RSA-460 = 1786856020404004433262103789212844585886400086993882955081051578507634807524146407881981216968139444577147633460848868774625431829282860339614956262303635645546753552581286559710032014178315212224644686666427660441466419337888368932452217321354860484353296131403821175862890998598653858373835628654351880480636223164308238684873105235011577671552114945370886842810830301698313339004163655154668570049008475016448080768256389182668489641536264864604484300734909
```

## RSA-1536
RSA-1536 имеет 1536 бит (463 десятичных знака) и пока что не факторизовано. Ранее за успешную факторизацию было предложено 150 000 долларов США.
```
RSA-1536 = 1847699703211741474306835620200164403018549338663410171471785774910651696711161249859337684305435744585616061544571794052229717732524660960646946071249623720442022269756756687378427562389508764678440933285157496578843415088475528298186726451339863364931908084671990431874381283363502795470282653297802934916155811881049844908319545009848393775227257052578591944993870073695755688436933812779613089230392569695253261620823676490316036551371447913932347169566988069
```

## RSA-470
RSA-470 имеет 470 десятичных знаков (1559 бит) и пока что не факторизовано.
```
RSA-470 = 17051473784681185209081599238887028025183255852149159683588918369809675398036897711442383602526314519192366612270595815510311970886116763177669964411814095748660238871306469830461919135901638237924444074122866545522954536883748558744552128950445218096208188788876324395049362376806579941053305386217595984047709603954312447692725276887594590658792939924609261264788572032212334726855302571883565912645432522077138010357669555555071044090857089539320564963576770285413369
```

## RSA-480
RSA-480 имеет 480 десятичных знаков (1593 бита) и пока что не факторизовано.
```
RSA-480 = 302657075295090869739730250315591803589112283576939858395529632634305976144571441696598170401251852159138533455982172343712313383247732107268535247763784105186549246199888070331088462855743520880671299302895546822695492968577380706795842802200829411198422297326020823369315258921162990168697393348736236081296604185145690639952829781767901497605213955485328141965346769742597479306858645849268328985687423881853632604706175564461719396117318298679820785491875674946700413680932103
```

## RSA-490
RSA-490 имеет 490 десятичных знаков (1626 бит) и пока что не факторизовано.
```
RSA-490 = 1860239127076846517198369354026076875269515930592839150201028353837031025971373852216474332794920643399906822553185507255460678213880084116286603739332465781718042017172224499540303152935478714013629615010650024865526886634157459758925793594165651020789220067311416926076949777767604906107061937873540601594274731617619377537419071307115490065850326946551649682856865437718319058695376406980449326388934924579147508558589808491904883853150769224537555274811376719096144119390052199027715691
```

## RSA-500
RSA-500 имеет 500 десятичных знаков (1659 бит) и пока что не факторизовано.
```
RSA-500 = 18971941337486266563305347433172025272371835919534283031845811230624504588707687605943212347625766427494554764419515427586743205659317254669946604982419730160103812521528540068803151640161162396312837062979326593940508107758169447860417214110246410380402787011098086642148000255604546876251377453934182215494821277335671735153472656328448001134940926442438440198910908603252678814785060113207728717281994244511323201949222955423789860663107489107472242561739680319169243814676235712934292299974411361
```

## RSA-617
RSA-617 имеет 617 десятичных знаков (2048 бит) и пока что не факторизовано.
```
RSA-617 = 22701801293785014193580405120204586741061235962766583907094021879215171483119139894870133091111044901683400949483846818299518041763507948922590774925466088171879259465921026597046700449819899096862039460017743094473811056991294128542891880855362707407670722593737772666973440977361243336397308051763091506836310795312607239520365290032105848839507981452307299417185715796297454995023505316040919859193718023307414880446217922800831766040938656344571034778553457121080530736394535923932651866030515041060966437313323672831539323500067937107541955437362433248361242525945868802353916766181532375855504886901432221349733
```

## RSA-2048
RSA-2048 имеет 2048 битов (617 десятичных знаков). Это наибольшее из RSA-чисел и за него положен приз в 200 000 долларов США. Наибольшее факторизованное RSA-число имеет длину 829 бит (250 десятичных знаков) и RSA-2048 может не быть разложено в течение долгих лет, до значительного улучшения вычислительных мощностей и продвижений в факторизации целых чисел.
```
RSA-2048 = 25195908475657893494027183240048398571429282126204032027777137836043662020707595556264018525880784406918290641249515082189298559149176184502808489120072844992687392807287776735971418347270261896375014971824691165077613379859095700097330459748808428401797429100642458691817195118746121515172654632282216869987549182422433637259085141865462043576798423387184774447920739934236584823824281198163815010674810451660377306056201619676256133844143603833904414952634432190114657544454178424020924616515723350778707749817125772467962926386356373289912154831438167899885040445364023527381951378636564391212010397122822120720357
```